# Il gelsomino notturno
Il gelsomino notturno è una poesia di Giovanni Pascoli dedicata alle nozze dell'amico Gabriele Briganti, e pubblicata nel 1903 nei Canti di Castelvecchio.

## Testo e parafrasi
| Testo | Parafrasi |
| --- | --- |
| E s'aprono i fiori notturni nell'ora che penso a' miei cari. Sono apparse in mezzo ai viburni le farfalle crepuscolari. Da un pezzo si tacquero i gridi: là sola una casa bisbiglia. Sotto l'ali dormono i nidi, come gli occhi sotto le ciglia. Dai calici aperti si esala l'odore di fragole rosse. Splende un lume là nella sala. Nasce l'erba sopra le fosse. Un'ape tardiva sussurra trovando già prese le celle. La Chioccetta per l'aia azzurra va col suo pigolio di stelle. Per tutta la notte s'esala l'odore che passa col vento. Passa il lume su per la scala; brilla al primo piano: s'è spento... È l'alba: si chiudono i petali un poco gualciti; si cova, dentro l'urna molle e segreta, non so che felicità nuova. | E i gelsomini notturni aprono la loro corolla nell'ora del giorno in cui penso ai miei cari defunti. Tra gli arbusti del viburno sono apparse le farfalle del crepuscolo. Già da un po' di tempo i versi degli uccelli sono cessati: soltanto là, in una casa, si sentono bisbigli di voci umane. Sotto ali protettrici dormono i piccoli degli uccelli, come gli occhi riposano sotto le ciglia. Dalla corolla aperta dei gelsomini proviene un profumo come di fragole rosse. Nel salotto ancora si vede una luce accesa, l'erba nasce sopra le tombe dei morti. Un’ape tornata tardi si aggira ronzando poiché tutte le cellette sono già occupate. La costellazione delle Pleiadi si muove nel cielo notturno, come farebbe una chioccia con i suoi pulcini, attraverso il cortile. Per tutta la durata della notte il profumo del gelsomino notturno riempie l'aria, portato dal vento. La luce nella casa si sposta su per le scale, poi passa nella camera nuziale al primo piano, infine si spegne… Arriva l'alba: i petali del fiore si chiudono un poco appassiti, ma dentro l’ovario molle e nascosto in profondità, cresce una nuova realtà, portatrice di una rinnovata felicità. |

## Composizione
La poesia è costituita da sei quartine di novenari, a rima alternata. È una sorta di epitalamio o nuptialia (canto per le nozze): fu composta in occasione del matrimonio di un amico di Pascoli, Gabriele Briganti, ed è incentrata infatti, con immagini allusive, sulle tematiche della sessualità e dell'erotismo, una dimensione vissuta dal poeta con un senso di ambivalenza e di drammatica esclusione, infatti Pascoli si esclude completamente dalla vita amorosa, nonché dal rapporto sessuale, dedicandosi solo ed esclusivamente alla ricostruzione morbosa del nido familiare, dove trova pace e serenità, nonché l'unico modo per poter continuare a scrivere poesie.

## Analisi
In questa poesia sono presenti molti simbolismi e continui richiami al contrasto che si viene a creare tra la vita e la morte.
Il gelsomino notturno, detto anche “bella di notte”, apre i suoi petali al calare della sera, rappresenta infatti il fermento vitale che inizia a germogliare nel grembo materno. All'alba, mentre i petali del fiore si richiudono e finisce di esalarsi la sua fragranza odorosa, la vita invece continua a crescere, recando una «felicità nuova», probabilmente il frutto del rapporto sessuale tra gli amanti, quindi una nuova vita.